# Ananda; sonate voor piano
Visionary of a Starry Night is een compositie van Alan Hovhaness voor piano solo. Visionary is het slotdeel van de Anandasonate of wel Sonate voor piano: Ananda. Het deel kan ook separaat uitgevoerd worden.
Het werkje van vijf minuten is opgebouwd volgens het klassieke A-B-A-patroon. Het thema A is een lyirische melodie die boven een akkoordenlijn wordt gespeeld. De muziek lijkt op het gehoor eenvoudig te spelen; het lijkt afkomstig uit een cursusboek voor beginners voor piano. Het B-motief is de jhala, een techniek die de componist uit India heeft meegenomen en bestaat uit het snel herhalen van (vaak) dezelfde noten; dit segment duurt kort voordat het A-motief weer terug is.

## Discografie
- Uitgave Koch International: Marvin Rosen met andere pianowerken.